# Jaromír Zelenka
Jaromír Zelenka (14. října 1946 Stodůlky u Prahy – 24. února 2024 Praha) byl český básník a překladatel.
Po maturitě (1964) na Střední všeobecně vzdělávací škole byl rok zaměstnán v administraci inzertního oddělení deníku Svobodné slovo. V roce 1965 začal studovat historii a filosofii na Filosofické fakultě University Karlovy, roku 1968 studia přerušil a pracoval jako skladník v Knižním velkoobchodu, na fakultu se vrátil na podzim 1969. V dokončení studií mu zabránil těžký úraz páteře (1971), který jej upoutal na invalidní vozík. Od roku 1978 do počátku 90. let pracoval pro podnik Meta, později Metasoft jako děrovač štítků (zpracování dat). V letech 1994–1995 byl tajemníkem redakce revue Souvislosti, 1995–1996 korektorem Mladé fronty Dnes, 1996–2001 byl redaktorem nakladatelství Paseka. Žil v Praze-Horních Měcholupech.

## Dílo

### Básně
Samizdatově vydal básnickou sbírku Spoutání (Praha, Josef Häring 1984), knižně výbor z textů z let 1974–1994 s názvem Přepadání (Praha, Triáda 1994), sbírku Objetiny (Praha, Triáda 1997) a skladbu Kostelík (Praha, Triáda 2003). Básnický cyklus Osm dní v Hrabyni z roku 1974 otiskla Revolver Revue (č. 45/2001), cyklus Roztočená věž budišovská vyšel jako Příloha Budišovského zpravodaje (č. 2/2008). Básnické dílo vyšlo souhrnně ve svazku Básně. Souborné vydání (Praha, Triáda/Paseka 2010).
Překlady jeho básní obsahují antologie Na ostrzu plomienia. Czeska poezja metafizyczna XX wieku (Poznaň, W drodze 1998), Z věku na věk. Česká poezie / Iz věka v věk. Češskaja poezija (Moskva, Pranat 2005) a Höhlen tief im Wörterbuch. Tschechische Lyrik der letzten Jahrzehnte (München, DVA 2006).

### Překlady
Knižně publikoval překlady básní Hermanna Hesseho Zahrady, cesty, lidé (Tursko, edice Turské pole 1994). V letech 1991–1996 překládal z němčiny a italštiny též libreta do svazků programů pro Smetanovo divadlo, Státní operu a Národní divadlo (Wolfgang Amadeus Mozart, Únos ze Serailu, Richard Wagner, Rienzi, obě 1991, Gaetano Donizetti, Nápoj lásky, Gioacchino Rossini, Italka v Alžíru, obě 1992, Richard Wagner, Tannhäuser, Ludwig van Beethoven, Leonore /Fidelio/, obě 1993, Gottfried von Einem, Proces, 1994, Richard Strauss, Růžový kavalír, 1996).

### Ediční práce
Uspořádal výbor z díla Bohuslava Reynka Vlídné vidiny (Praha, Odeon 1992) a výbor z básní Jana Riedlbaucha Mateníky v jestřábově žlutém oku (Tursko, Turské pole 1996).

### Prózy, eseje, recenze
V letech 1982–1989 přispíval příležitostně recenzemi do Zemědělských novin, 1990–1993 do Lidových novin. Po roce 1989 publikoval básně, prózy, eseje a překlady zvláště v Revolver Revui a Souvislostech, dále pak v Hostu, Lidových novinách, Literárních novinách, Obratníku, Proglasu, Prostoru Zlín, Tvaru aj.

## Ocenění
- 2003 Cena Revolver revue za rok 2002 za sbírku Kostelík (2002)[1]